# 唐博斯库
唐博斯库是巴西米纳斯吉拉斯州的一个市镇。总面积821.755平方公里，总人口3781人，人口密度4.6人/平方公里。